# Yusuf und Zulaicha

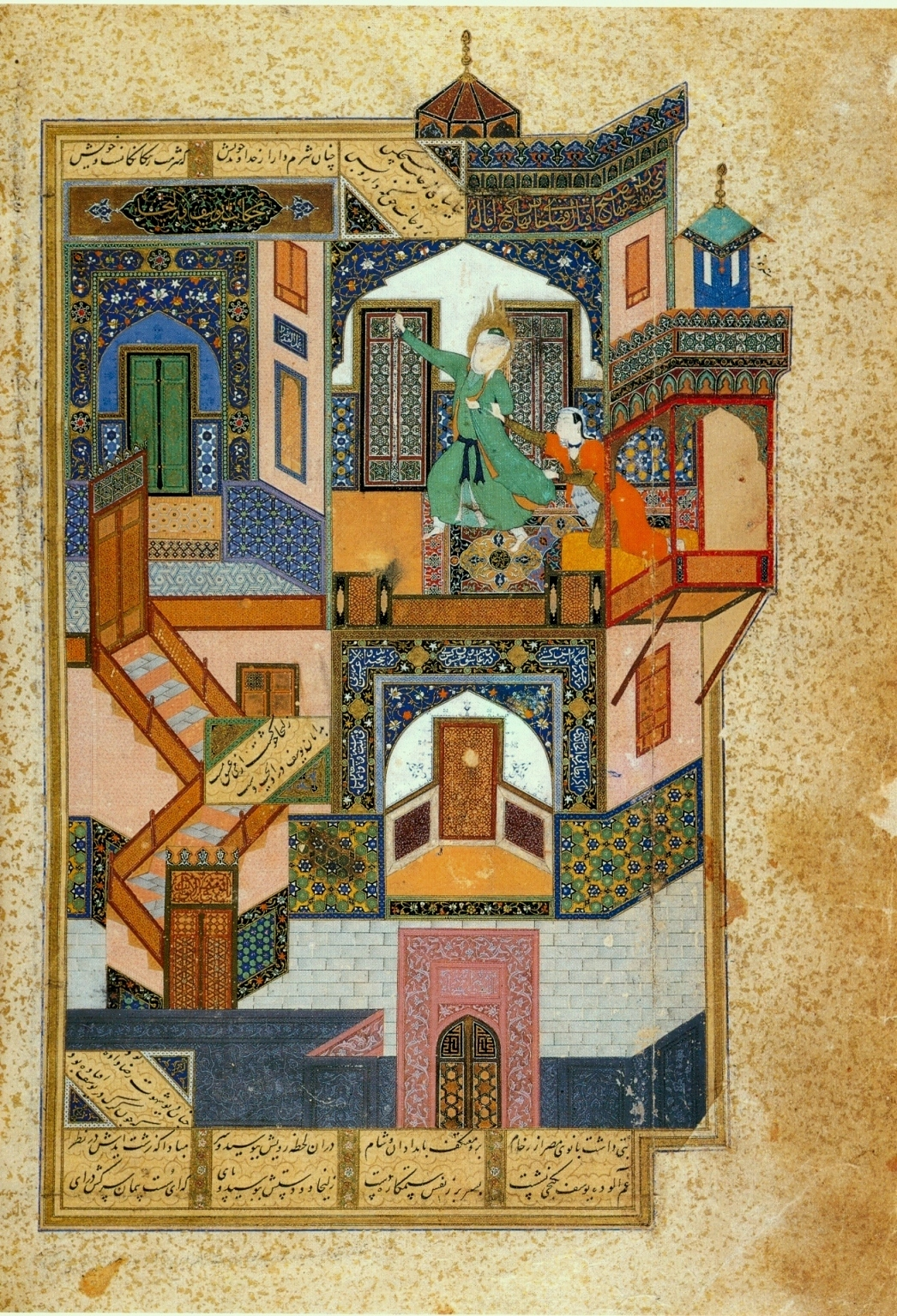
Yusuf und Zulaichā, Miniatur von Behzād, 1488, in Herat, Afghanistan

Yūsuf und Zulaichā ist ein populärer islamischer Erzählstoff, der an die biblische Erzählung von Josef und der Frau des Potiphar aus dem Buch Genesis (Gen 39,1–20 ) anknüpft und auf der koranischen Erzählung über Yūsuf in der zwölften Sure fußt. Zahlreiche Autoren und Künstler haben im Laufe der Geschichte diesen Erzählstoff aufgegriffen und weiter ausgestaltet. Es existieren Gedichte, Erwähnungen, Ausgaben und Interpretationen auf Arabisch, Persisch, Türkisch, Panjabi und Urdu. Anders als in den biblischen und koranischen Versionen der Erzählung trägt hierbei der weibliche Part des Liebespaares einen Namen, nämlich Zulaichā.

## Grundlagen: Die biblische Erzählung und jüdische Überlieferungen
Siehe: Josefsgeschichte
Schon in der Tora wird die Geschichte von Yūsuf behandelt. Die Josefsgeschichte, die in der hebräischen Bibel bzw. im Alten Testament im Buch Genesis (Gen 37-50 ) zu finden ist, befasst sich mit der gesamten Lebensgeschichte Josefs (der hebräische Name Yūsufs). Die 12. Sure im Koran erweist sich als teils thematisch erweiterte Zusammenfassung der biblischen Josefsgeschichte.
Die Geschichte von Josef und der Frau des Potifar befindet sich in Genesis (Gen 39,1–20 ).
Wie im Koran befasst sich dieses Kapitel mit den Vorfällen zwischen Josef und der Frau des Beamten Potifar. Die Frau versucht mehrfach Josef zu verführen, durch Josefs festen Glauben kann dieser aber standhaft bleiben. Bei einem weiteren Verführungsversuch reißt Potifars Frau Josefs Gewand ab. Josef flieht und lässt sein Gewand zurück. Dies nutzt Potifars Frau als Beweis, um ihren Ehemann zu überzeugen, dass Josef sie verführen wollte. Potifar lässt daraufhin Josef ins Gefängnis werfen., 
Zum gesungenen Vortrag im jüdischen Gottesdienst wurden in den ersten nachchristlichen Jahrhunderten Betonungs- und Kantillationszeichen hinzugefügt, die sogenannten Teamim. Zu den seltensten dieser Zeichen gehört Schalschelet (wörtlich: Kette), das in der gesamten Torah nur insgesamt viermal auftaucht, darunter auch in der Josefsgeschichte. Die hebräische Entsprechung für „Er weigerte sich“ in Gen 39,8  trägt eine solche Schalschelet, die nach einigen rabbinischen Quellen und mittelalterlichen Kommentaren Josefs Zögern im Moment der Verführung zum Ausdruck bringt.

## Koran
Die Geschichte zwischen Yūsuf und Zulaichā befindet sich in der zwölften Sure des Korans, welche den Titel Yūsuf trägt.
Die Sure konzentriert sich auf die Lebensgeschichte Yūsufs, beginnend mit seiner Kindheit, der Eifersucht seiner Brüder, seiner Sklaverei und der Begegnung mit der Frau eines reichen Mannes (Zulaichā), Inhaftierung, der Aufstieg zur Macht in Ägypten und die spätere Versöhnung mit seiner Familie.
Die Geschichte zwischen Yūsuf und Zulaichā wird in Sure 12:21-35 behandelt und beginnt mit dem Verkauf des jungen Yūsufs an einen Mann aus Ägypten, welcher später hochmögender Herr genannt wird (arabisch ٱلۡعَزِيز). Yūsuf wächst zu einem wunderschönen Mann heran, sodass sich die Frau des hochmögenden Herren in ihn verliebt. Getrieben von ihrem Verlangen, sperrt sie ihn in einen Raum, um ihn zu verführen. Yūsuf kann ihr widerstehen und rennt zur Tür um ihr zu entkommen. Um ihn aufzuhalten, greift sie nach ihm und zerfetzt dabei den Rücken seines Gewandes. An der Tür erwartet sie der hochmögende Herr. Als die Frau fälschlicherweise Yūsuf der Verführung beschuldigt, meldet sich ein Zeuge: „Wenn sein Hemd vorne zerrissen ist, sagt sie die Wahrheit, und er ist einer von denen, die lügen.“ Daraufhin: „Wenn es aber hinten zerrissen ist, dann lügt sie, und er ist einer von denen, die die Wahrheit sagen.“
Nachdem der Ehemann sieht, dass das Gewand am Rücken zerrissen ist, befiehlt er seiner Frau Gott um Vergebung zu bitten für die Sünde, die sie begangen hatte. Die Frau hört, wie andere Frauen in der Stadt ihr Verhalten verachten. Verärgert darüber, lädt sie die Frauen zu sich ein, gibt ihnen ein Obstmesser in die Hand und lässt nach Yūsuf rufen. Geblendet von seiner Schönheit, schneiden sich die Frauen selbst in die Hand: „Gott bewahre! Das ist kein Mensch. Das ist nichts als ein edler Engel.“ Mit dem Beweis, dass jede Frau Yūsufs Schönheit verfallen würde, behauptet die Frau nun, dass Yūsuf sich dem Befehl der Frau seines Herren fügen müsse, ansonsten würde er ins Gefängnis kommen.
Yūsuf bittet Gott daraufhin, ihn ins Gefängnis zu schicken, da er lieber ins Gefängnis gehen würde, als den Anweisungen der Frau folge zu leisten. Gott erhört ihn und bewirkt, dass Yūsuf für eine gewissen Zeit ins Gefängnis kommt.
Die Sure behandelt weiter das Leben Yūsufs. Die Geschichte zwischen Yūsuf und Zulaichā endet hier.

## Qisas al-anbiyāʾ
Der iranische Korangelehrte und Hadith-Sammler ath-Thaʿlabī veröffentlichte eines der wichtigsten Qisas al-anbiyāʾ-Werke, welches die Geschichte der vorislamischen Propheten und Glaubensgetreuen behandelt.
Im fünften der dreißig Kapitel wird die Lebensgeschichte Yūsufs dargelegt. Die Handlung zwischen Yūsuf und Zulaichā, hier übersetzt als Joseph und die Frau, finden sich im bāb ("Tor" bzw. Abschnitt) „Joseph in Potiphars Haus“ und „Joseph widersteht der Verführung“. Zu einigen koranischen Versen werden außerdem dazugehörige traditionelle Korankommentare präsentiert. So können Unterschiede in den Überlieferungen festgestellt werden.
Joseph wird auf einem Markt von einem reichen Mann und seiner Frau gekauft. Dabei gibt es unterschiedliche Angaben zum Namen der Frau. So soll sie den Namen Rāʿīl oder Bakkā getragen haben. Sie selbst ist wunderschön und verliebt sich beim ersten Anblick Josephs sofort in ihn. Getrieben von ihrer Liebe schließt sie ihn mit sich ein und versucht ihn zu verführen. Hier waren sich die Gelehrten über die Gefühle Josephs für die Frau uneinig. Einige waren der Meinung, dass durch die Schmeicheleien der Frau auch Joseph ihr zugeneigt war und sie auch im gewissen Maße begehrte. Andere waren der Meinung, dass Joseph sie nicht begehrte.
Nach Ibn ʿAbbās, soll sich Joseph ohne Hose zu der Frau gesetzt haben, „wie sich ein Mann zur Frau setzt“. Durch ein Zeichen Gottes kann Joseph ihr widerstehen. Es gibt unterschiedliche Aussagen, wie dieses Zeichen aussah:
- Josephs Vater, Jakob, soll ihm mit der Hand auf die Brust geschlagen haben, weshalb die Begierde aus seinem Körper entschwand;[29]
- Die Decke spaltete sich und Joseph soll seinen Vater Jakob gesehen haben, der sich in die Finger biss. Bei der Gestalt seines Vaters soll sich Joseph geschämt haben, weshalb er keine Begierde mehr verspürt haben soll;[30]
- Jakob soll erschien sein und zu Joseph gesagt haben, dass er so etwas Schamloses nicht tun soll[31]
- Jemand soll Joseph zugerufen haben, dass er es nicht tun solle, da er sonst seinen hohen, wahrhaftigen Status unter Gott verlieren würde.[32]
- Drei Mal soll eine Hand mit Schriftzug erschienen sein: (1) „Jedoch sind Hüter über euch gesetzt, vornehme (Engel), die aufschreiben und wissen, was ihr tut.“; (2) „Und macht euch darauf gefaßt, einen Tag zu erleben, an dem ihr zu Gott zurückgebracht werdet, worauf jedem voll heimgezahlt wird, was er begangen hat! Und ihnen wird (dabei) nicht Unrecht getan.“ (3) „Und laßt euch nicht auf Unzucht ein! Das ist etwas Abscheuliches - eine üble Handlungsweise.“ Nach jeder erscheinenden Hand flüchteten Joseph und die Frau, beruhigten sich und setzten sich wieder. Nun schickte Gott den Engel Gabriel zu Joseph um ihn vor der frevelhaften Tat zu hindern.[33] Dabei soll Gabriel Joseph in die Hand (oder die Finger) gebissen haben.[34]

Als Joseph das Zeichen sieht, flüchtet er. Die Frau versucht ihn aufzuhalten und zerreißt dabei sein Hemd am Rücken. Als er dem Hochmögenden auf der Flucht begegnet, bezichtigt die Frau Joseph der Vergewaltigung. Ein Zeuge legt Zeugnis ab, dass wenn das Gewand vorne zerrissen ist, sie die Wahrheit sagt, wenn es hinten zerrissen ist, er die Wahrheit sagt. Hier gab es unter den Gelehrten Uneinigkeiten, wer dieser Zeuge gewesen sein soll: „ein Kind in der Wiege“; ein „weiser Mann, mit Vernunft begabt, es war ein spezieller Engel“; der Vetter väterlicherseits von der Frau. Als klar ist, dass Joseph die Wahrheit sagt, muss die Frau Buße tun.
Die Geschehnisse sprechen sich unter den Leuten herum. Die Frauen des Mundschenks, des Bäckers, des Apothekers und des Gefängnisaufsehers reden aus List über die Frau, damit sie ihnen Joseph zeigt. Die Frau, angespornt durch das Getuschel in der Stadt, lädt daraufhin vierzig Frauen zu einem Mahl ein. Sie stellt Essen bereit (hier unterschiedliche Angaben welches Essen) und gibt den Frauen ein Messer in die Hand. Daraufhin holt sie Joseph in den Raum. Nach koranischer Version schneiden sich die Frauen erschrocken durch Josephs Schönheit in die Hand. Nach anderen Überlieferungen rangen die Frauen mit ihren Händen nach Joseph, weshalb sie sich in die Hände schnitten. Wegen der Schönheit Josephs waren sie so abgelenkt, dass sie nur das Blut wahrnehmen konnten, den Schmerz spürten sie nicht. Es sollen sogar sieben Frauen in diesem Raum gestorben sein.
Mit dem Beweis, dass jede Frau Josephs Schönheit verfallen würde, behauptet die Frau nun, dass Joseph sich ihr hingeben müsse und dem Befehl der Frau seines Herren gehorchen müsse, ansonsten würde er ins Gefängnis kommen. Joseph kann ihr weiterhin widerstehen und bittet Gott, ihn ins Gefängnis zu schicken, um weiterhin der Verführung widerstehen zu können. Daraufhin soll die Frau zu ihrem Mann gesagt haben, dass er ihn einkerkern lassen soll, da er sie vor den Frauen bloßgestellt hatte. Der Mann ließ Joseph einkerkern, um seine Frau vor dem Spott der Gesellschaft zu schützen. Nach Ibn ʿAbbās soll Joseph nur drei Mal in einem Leben gestolpert sein (drei Fehltritte gemacht haben). Einer dieser Fehltritte sei das Verlangen nach der Frau, weshalb er eingekerkert wurde.

## Poesie
Es ist nicht bewiesen von wem die erste literarische Abhandlung Yūsuf und Zulaichās stammt. Die Geschichte soll erstmals von den persischen Dichtern Abu ’l-Muʾayyad Balk̲h̲ī (4./10. Jahrhundert) und Bak̲h̲tiyārī behandelt worden sein. Sie werden in Quellen als dichterische Vorläufer der Yūsuf-Zulaichā-Geschichte gesehen, wobei ihre Werke im Laufe der Zeit verloren gegangen sind., 
Lange Zeit wurde fälschlicherweise ein Werk des persischen Dichters Firdausi aus dem 11. Jahrhundert als erste dichterische Abhandlung der Liebesgeschichte zwischen Yūsuf und Zulaichā angesehen. Von seinem Werk leiten sich viele Versionen, auch in der jüdischen Tradition, ab., 

### Dschami
Eines der bekanntesten literarischen Werke über die Geschichte Yūsuf und Zulaichā schrieb 1483 der sufische Mystiker und Dichter Dschāmi (persisch يوسف و زليخا, DMG Yūsof-o Zoleiḫā).
Das Gedicht von Dschami wurde 1824 von Vinzenz Rosenzweig von Schwannau unter dem Titel Joseph und Suleïcha ins deutsche übersetzt:
Suleïcha ist eine wunderschöne junge Frau. Drei Mal hatte sie von einem Mann mit göttlicher Schönheit geträumt, in den sie sich verliebt. Derweil sucht ihr Vater einen passenden Ehemann für sie und erklärt ihr, dass sie dem Großwesir von Ägypten versprochen sei. Weil sie noch immer hofft den Mann aus ihren Träumen zu finden, ist sie von dieser Heirat abgeneigt. Ihre Zofe bestärkt sie aber mit den Worten, dass das Reichtum des Großwesirs ihr dabei helfen könnte den Mann ihrer Träume zu finden. Letztendlich heiratet sie den Großwesir und erhält somit großen Reichtum.
Joseph ist ein schöner junger Mann und wird von seinem Vater sehr geliebt. Aufgrund seiner Schönheit wird er Opfer des Neids seiner Brüder. Angetrieben durch diesen Neid, werfen sie Joseph in einen Brunnen und verkaufen ihn später an eine Karawane.
Der König von Ägypten hört, dass der Karawanenführer, einen wunderschönen Sklaven bei sich hat und schickt den Großwesir um ihn zu begutachten. Der Großwesir ist begeistert von Josephs Schönheit und bittet den Karawanenführer dem König Joseph vorstellen zu dürfen. In einer großen Feierlichkeit wird Joseph dem König vorgestellt. Dieser ist begeistert von seiner Schönheit. Auch Suleïcha ist vor Ort und erkennt Joseph als den Mann ihrer Träume, wodurch wieder ihre Gefühle aufflammen.
Joseph verblüfft alle mit seiner Schönheit und immer mehr Menschen kommen, um ihn zu sehen. Die Menschenmenge beginnt, um ihn zu bieten. Suleïcha, von ihren Gefühlen geleitet, bittet ihren Ehemann Joseph zu kaufen. Mit der Erlaubnis des Königs kauft er Joseph.
Suleïcha, verliebt in Joseph, unterdrückt aber jahrelang ihr Verlangen. Als sie schließlich von ihrer Liebe zu Joseph überwältigt wird, versucht sie ihn zu verführen. Doch Joseph, gestärkt durch seinen Glauben und die Moral, kann ihr widerstehen. Suleïcha erpresst ihn daraufhin mit Selbstmord falls ihre Liebe weiter unerwidert bleibt. Joseph beschwichtigt Suleïcha mit Worten, weshalb sie denkt, dass er sich ihr nun hingibt. Joseph erkennt, dass er seinem Herren, dem Großwesir unrecht tut und falsch Handelt, falls er sich Suleïcha weiter hingibt, weshalb er aus ihren Gemächern flieht. Suleïcha versucht Joseph aufzuhalten und greift nach seinem Gewand. Sie reißt ihm dabei ein Stück am Rücken seiner Robe ab.

Auf der Flucht läuft Joseph dem Großwesir entgegen, der fragt was passiert sei. Suleïcha beschuldigt Joseph der versuchten Vergewaltigung. 

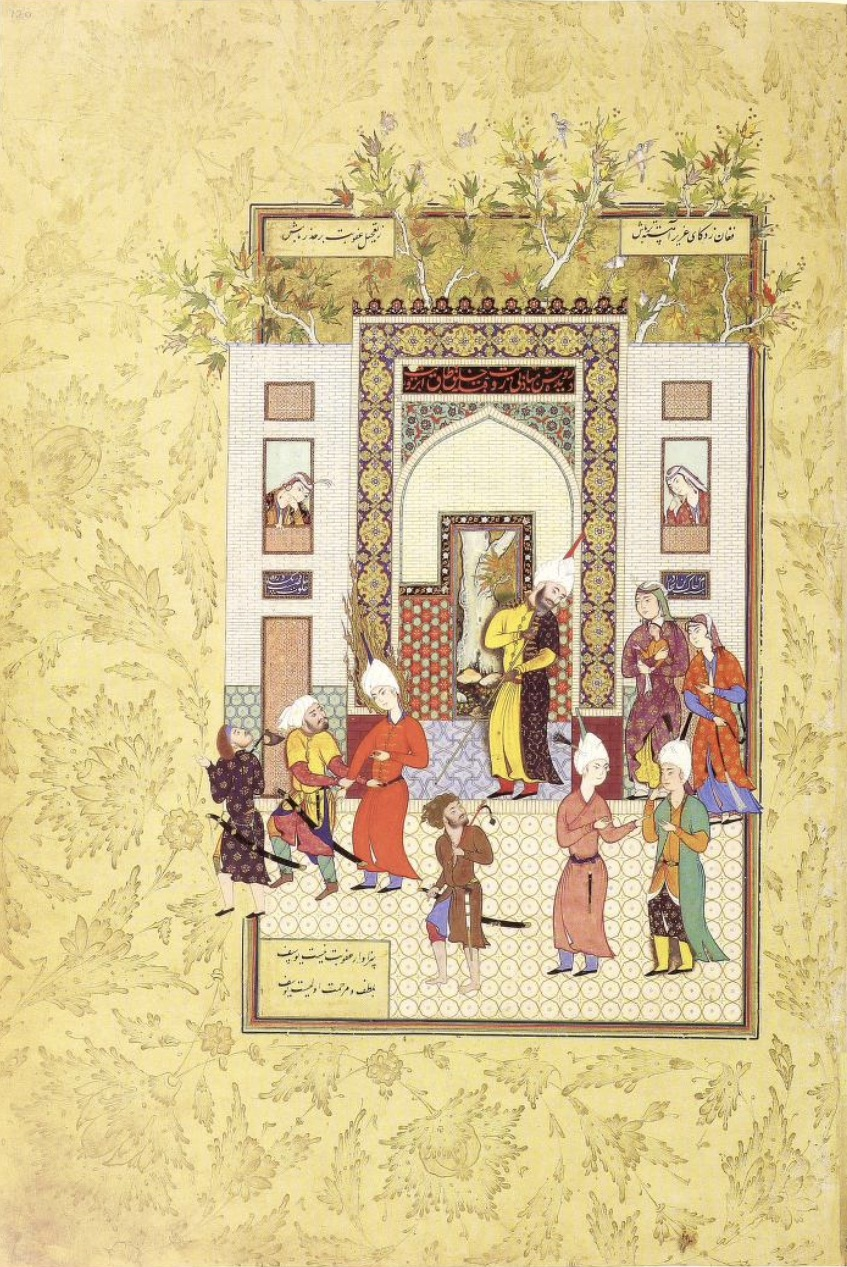
„Der Säugling bezeugt Yūsufs Unschuld“, Haft awrang von Jami, 1556–65, Iran.

 Der Großwesir, unsicher wem er glauben soll, lässt Joseph ins Gefängnis werfen, bis die Wahrheit gefunden wird. Später meldet sich ein junger Knabe, der weiß was vorgefallen ist. Er meint, dass falls die Robe vorne zerrissen ist, Suleïcha unschuldig sei und Joseph schuldig sei, wenn aber der Rücken zerrissen sei, dann wäre Joseph unschuldig und Suleïcha schuldig. Der Großwesir untersucht daraufhin Josephs Hemd und sieht, dass er unschuldig ist. Er lässt Joseph wieder frei. Suleïcha soll daraufhin aufgrund ihrer Schuld Buße tun.
In der Stadt beginnen die Frauen über Suleïcha zu tuscheln. Um den Frauen zu zeigen, dass sie aufgrund Josephs Schönheit so handelte, lädt sie die Frauen ein, um selbst Josephs Schönheit zu betrachten.
Nach dem Festmahl gibt sie den Frauen ein Messer und eine Orange in die Hand und holt Joseph. Die Frauen schneiden sich bei seinem Anblick, aufgrund seiner Schönheit, durch die Orange in ihre eigene Hand.
Daraufhin versuchen die Frauen Joseph zuzureden sich Suleïcha hinzugeben. Joseph wendet sich zu Gott und bittet ihn um Hilfe, denn er wäre lieber im Gefängnis, als weiterhin von den Frauen in Versuchung gebracht zu werden.
Gott erhört ihn. Weil Suleïcha wieder von ihm verstoßen wird und somit wieder zum Gespött der Stadt werden könnte, bittet sie ihren Mann, Joseph aufgrund von Arbeitsverweigerung ins Gefängnis zu werfen. Suleïcha immer noch voller Liebe für Joseph lebt nun aber, aufgrund ihrer Taten, in extremer Schuld.
Eines Tages im Gefängnis kann Joseph den Traum des Königs deuten. Beeindruckt von Joseph macht der König ihn zu seiner rechten Hand und gibt ihm den Titel Großwesir von Ägypten.
Suleïcha altert durch ihre Taten und verliert nicht nur ihre einst so große Schönheit, sondern auch ihr Augenlicht.
Sie bittet Gott um Vergebung für ihre Sünden und möchte noch einmal Josephs Schönheit sehen. Joseph hört ihr Bittgebet, erkennt aber nicht ihre Stimme. Er lässt sie in seine Gemächer rufen. Suleïcha eröffnet ihm wer sie ist. Ihr Wunsch ist es, dass Joseph Gott um ihre Jugendlichkeit bittet. Dies tut er und Suleïcha erhält wieder ihre Jugend. Daraufhin fragt Joseph sie, ob sie noch einen weiteren Wunsch hat. Sie offenbart ihm, dass sie ihn noch immer liebt und sich ihn an ihrer Seite wünscht. Joseph verstummt. Auf einmal erscheint ihm der Engel Gabriel. Gabriel erklärt, dass er von Gott geschickt wurde und Gott den Wunsch Suleïchas erfüllen möchte. Er befreit ihr Herz vom Schmerz und verlobt Joseph mit Suleïcha.
Joseph gehorcht Gottes Willen und vermählt sich mit ihr. Suleïcha entschuldigt sich bei Joseph für ihr Verhalten. Gerührt von ihren Worten bekommt auch Joseph Liebesgefühle für sie.
Glücklich und zufrieden leben sie, bis Joseph eines Tages einen Traum über seine Eltern hat. Er deutet ihn als seinen kommenden Tod. Er berichtet Suleïcha von seiner Vorahnung und betet daraufhin zu Gott. Er bittet um seinen Tod, das kommende Paradies und die damit einhergehende Nähe zu Gott. Getroffen von seinen Worten bittet sie Gott ihr Schicksal an seines zu hängen und auch sie zu töten wenn er stirbt, da sie nicht ohne ihn leben kann.
Eines Tages wird Joseph von Engel Gabriel besucht. Er bringt ihm die frohe Botschaft seines kommenden Todes. Gabriel legt ihm einen Apfel in die Hand, Joseph riecht daran und stirbt. Er findet den Weg ins Paradies.
Bestürzt von Josephs Tod kann Suleïcha nicht mehr leben und begeht Selbstmord an Josephs Grab. Sie wird neben ihm begraben.
An dem Ort an dem die beiden bestattet wurden, entsteht eine Hungersnot und eine Pest, weshalb man sich entscheidet Joseph in einem Steinsarg im Nil zu bestatten, weit weg von Suleïcha. Und obwohl Gott die beiden zusammenführte, trennt er sie im Tod wieder.
Im Gegensatz zur koranischen Version handelt es sich bei dieser Geschichte von Yūsuf und Zulaichā/Joseph und Suleïcha um eine Liebesgeschichte. Der inhaltliche Kern ist von der 12. Sure des Korans abgeleitet. Suleïchas Vorgeschichte, Gefühlslage, die Wiederherstellung der Schönheit, die Hochzeit sowie der gemeinsame Tod ist dabei aber Dschamis eigene, erweiterte Version. Insgesamt konzentriert sich Dschami in seinem Werk vor allem um die Präsentation der Gefühle Suleïchas. Sie ist die Hauptfigur dieser Geschichte und scheint thematisch und erzählerisch wichtiger als Joseph. Interpretationen nach, verbindet Dschami in der Person Suleïcha zwei Figuren aus der Genesis. Erstens die Verführerin, die Frau des Potiphar, bzw. die Frau des Hochmögenden (arabisch ٱمۡرَأَتُ ٱلۡعَزِيزِ) und zweitens die Tochter des Priesters Potipheras, die er später heiratet (Gen 46,20 ). In der Konferenzschrift Joseph und Zulaikha. Beziehungsgeschichten zwischen Indien, Persien und Europa von 2014, wird diese Verschmelzung interpretiert:

„Die Fusion zwischen der Verführerin und der ehrenwerten Ehefrau jedenfalls nutzt Jami dazu, um einen Übergang zwischen dem verwerflichen sinnlichen Begehren und der ehrenwerten Liebe zu schaffen, die am Ende in der Hochzeit der beiden ihre Erfüllung findet.“

### Schah Muhammad Saghir
Die zahlreichen persischen und arabischen Poeten inspirierten Dichter auf der ganzen Welt. Darunter auch den bengalischen Autor Schah Muhammad Saghir, der seine Version von Yusuf und Zulaichā auf Basis von Firdausis Werk schrieb. Im 16. Jahrhundert veröffentlichte er diese mit dem Titel Ichuph-Jalikhā (Bengalisch: ইউসুফ-জুলেখা).

### Türkische Poesie
In der türkischen Literatur finden sich viele Versionen der Yūsuf-Zulaichā-Geschichte. Das erste bekannte Masnawī, wurde 1232/1233 von Ali, einem Yesevî-Derwischen, geschrieben. Nach ihm entstanden noch viele weitere Adaptionen. Die bekanntesten sind heute die Masnawī von Şeyyad Hamza und Darîr aus dem 19. Jahrhundert.

### Hikayat Faridah Hanom
In dem malaiischen Liebesroman Hikayat Faridah Hanom von Sayyid Shaykh al-Hadi vergleicht der Autor die Schönheit seine Protagonisten Shafik Efendi und Faridah Hanom mit der Schönheit von Yūsuf und Zulaichā.
Sayyid Shaykh al-Hadi verweist hier auf ein Syair:
Leb auf, o schöne Faridah,

Lass dich nicht von den Augen der Menschen einfangen.

Passend ist auch der Mann, der sie umarmt,

Yusuf und Zulaicha sind ein Ebenbild.

### Goethe
Die koranische Version der Josephsgeschichte, sowie die persische Literatur beeinflusste auch europäische Dichter. Johann Wolfgang von Goethe erhielt 1814 eine übersetzte Version des Diwan (Gedichtsammlung) des persischen Dichters Hafis. Inspiriert von dieser Dichtung, verfasste Goethe innerhalb kürzester Zeit eigene Gedichte gespeist mit Hafis persischen Elementen, welche er in Zusammenarbeit mit Marianne von Willemer als Gedichtsammlung unter dem Namen West-östlicher Divan veröffentlichte.
Goethe widmete Marianne von Willemer eines von zwölf Büchern des West-östlichen Divan, das Buch Suleika. In diesem Gedichtband wird in männlich-weiblicher Wechselrede die Liebesgeschichte von einem anonymen Liebespaar erzählt. Angelehnt an Dschāmis Yūsuf und Zulaichā, nennt Goethe die weibliche Hauptfigur Suleika:
Dass Suleika von Jussuff entzückt war

Ist keine Kunst,

Er war jung, Jugend hat Gunst,

Er war schön, sie sagen zum Entzücken,

Schön war sie, konnten einander beglücken.

Aber dass du, die so lange mir erharrt war,

Feurige Jugendblicke mir schickst,

Jetzt mich liebst, mich später beglückst.

Das sollen meine Lieder preisen

Sollst mir ewig Suleika heißen.
Die männliche Hauptfigur erhält nicht den Namen Yūsuf, wie in Dschāmis-Werk, sondern nennt sich selbst Hatem, da er seiner Meinung nach nicht die Schönheit und Jugend Yūsufs hat.
Goethes Ausdruck für dieses Buch war „Duodrama“: zwischen einem realen Liebespaar, ohne Namen und dem literarischen-gegenüber Yūsuf und Zulaichā. Erst nach Goethes Tod stellte sich heraus, dass die Beziehung zwischen Goethe und Marianne von Willemer die Grundlage für das anonyme Liebespaar war. Von Willemer wurde dabei nicht nur zum Vorbild der Suleika, Goethe ließ auch einige ihrer Gedichte in das Buch Suleika einfließen.

## Kunst

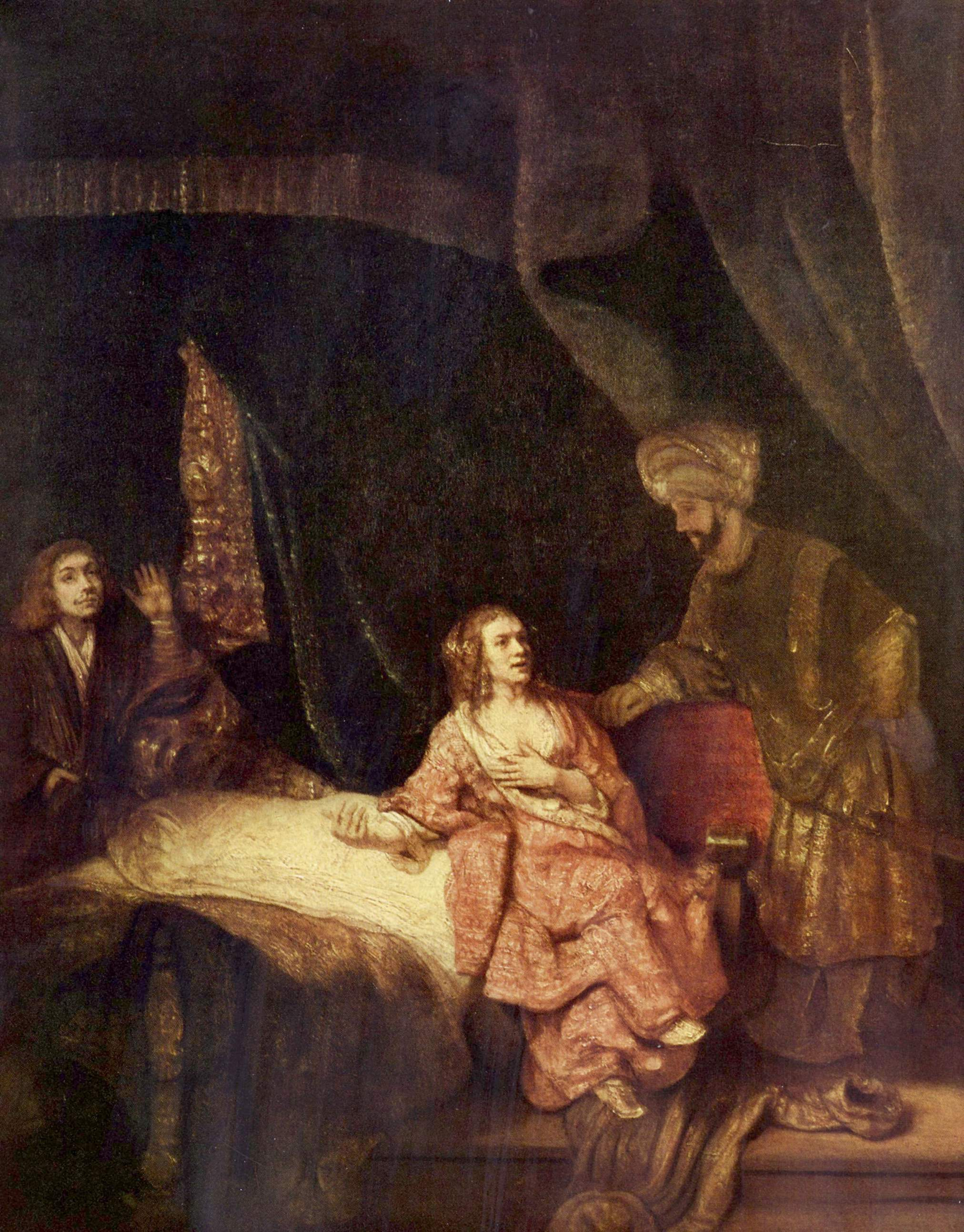
Rembrandt: Joseph und Potiphars Frau, 1655.

Die Geschichte von Yūsuf und Zulaichā wird in vielen Kunstwerken dargestellt. Dabei finden sich epochale und regionale Unterschiede wieder, die sich durch unterschiedliche malerische Darstellungen zeigen.
Viele Künstler schufen Werke auf Basis der persischen Buchkulturen, erkennbar durch die Darstellung der Hochzeit zwischen Yūsuf und Zulaichā, welche nicht Teil der koranischen Erzählung ist. Im islamischen Kontext ist bedeutend, dass Yūsuf meist mit goldenen Flammen um seinen Kopf dargestellt wird. Im Islam gilt Yūsuf als Prophet. Auch der Prophet Mohammed, wird in seinen wenigen Abbildungen mit goldener Flamme dargestellt. Die Flamme über Yūsufs Kopf kann demnach seine prophetische Gestalt symbolisieren.
Auch in Europa wurde die Josephgeschichte mehrfach künstlerisch dargestellt. Hierbei gibt es Versionen, die sich auf die Jospehgeschichte der Genesis beziehen, hier Joseph und die Frau des Potiphar. Andere ließen in ihre Werke Motive der koranischen und persischen Erzählungen einfließen. Rembrandt, zum Beispiel, nutzte in seinen Josephsbildern persische und indisch-moghulische Motive, wie Turbane mit Federschmuck oder gemusterte Gürtelschärpen (patkā), um seinen Bildern einen nahöstlichen Flair zu geben.
Ein großer Unterschied zwischen der europäischen und persischen Darstellung ist, dass die Darstellung der Verführung Josephs. Auffallend ist hier die starke Erotisierung. So wird die Frau des Potiphar im 1546 erschienen Kupferstich Josephs Verführung von Georg Pencz mit entblößter Brust dargestellt. Im gleichnamigen Kupferstich von Sebald Beham von 1544 werden Joseph und die Frau des Potiphar nackt abgebildet. Die erotische Darstellung der Frau beinhaltet das Symbol der Schuld. So wird dem Betrachter der weibliche Körper gezeigt, durch den Hintergrund der Geschichte aber negativ konnotiert.
Das Ballett Josephs Legende von Richard Strauss, mit dem Libretto von Harry Graf Kessler und Hugo von Hofmannsthal, ist vom biblischen Stoff inspiriert. Zudem gibt es einen britischen Film Potiphar’s Wife, eine adaptierte Fassung aus dem Jahr 1931, mit Nora Swinburne und Laurence Olivier in den Hauptrollen.

## Der Name Zulaichā
Die Hintergrundgeschichte des Namens Zulaichā (arabisch زُلَيْخَا) ist nicht bekannt, er wird weder im Koran noch in der Josefsgeschichte genannt.
Übersetzt bedeutet er wahrscheinlich „strahlende Schönheit“. Im Koran wird Zulaichā durch die weibliche Konjugation von Verben erwähnt (z. B. sie sagte = قَالَتۡ) oder als Frau des Hochmögenden (ٱمۡرَأَتُ ٱلۡعَزِيزِ) benannt. Auch im Buch Genesis (Gen 39,1–20 ) ist Zulaichā Namenlos. Sie wird nur als Frau des Potifar betitelt. Quellen zufolge, soll Abu l-Qasem-e Firdaus die erste Yusuf-Zulaichā-Geschichte geschrieben haben. Sein Werk aus dem 11. Jahrhundert behandelt die Geschichte ähnlich wie im Koran, hier gibt er der Frau des Herren den Namen Zuleichā.,  Unter dem Aspekt, dass Firdausis Werk wahrscheinlich nicht die erste Yusuf-Zulaichā-Version war, muss kritisch betrachtet werden, ob der Name Zuleichā wirklich ihm zugeschrieben werden kann.
Das anonyme hebräische Volksbuch Sefer ha-Jaschar, zu einem unbekannten Zeitpunkt im Mittelalter entstanden, erzählt unter anderem auch die Geschichte von Josef und der im Buch Genesis namenlosen Frau des Potifar, die hier Zelicah genannt wird.